# Шимунчевец
Шимунчевец је насеље у саставу Града Загреба. Налази се у четврти Сесвете. До територијалне реорганизације у Хрватској налазио се у саставу старе загребачке приградске општине Сесвете.

## Становништво
На попису становништва 2011. године, Шимунчевец је имао 271 становника.

## Попис1991.
На попису становништва 1991. године, насељено место Шимунчевец је имало 263 становника, следећег националног састава:
| Попис 1991.‍  | Попис 1991.‍  | Попис 1991.‍ | Попис 1991.‍ | Попис 1991.‍ |
| ------------ | ------------ | ----------- | ----------- | ----------- |
|              |              |             |             |             |
| Хрвати       | Хрвати       |             | 253         | 96,19%      |
| Југословени  | Југословени  |             | 7           | 2,66%       |
| Срби         | Срби         |             | 2           | 0,76%       |
| неопредељени | неопредељени |             | 1           | 0,38%       |
| укупно: 263  |              |             |             |             |